# Izki
Izki ist eine Kleinstadt mit ca. 16.000 Einwohnern im Sultanat Oman. Izki liegt inmitten des Hadschar-Gebirges an der Autobahn Route 15 zwischen Maskat und Nizwa sowie an der Route 33 nach Sinaw. Izki ist administrativ ein Wilaya des Gouvernements ad-Dachiliyya. Der Verwaltungsbezirk hat eine Größe von 1547 km² und eine Einwohnerzahl von 41.402 Personen.

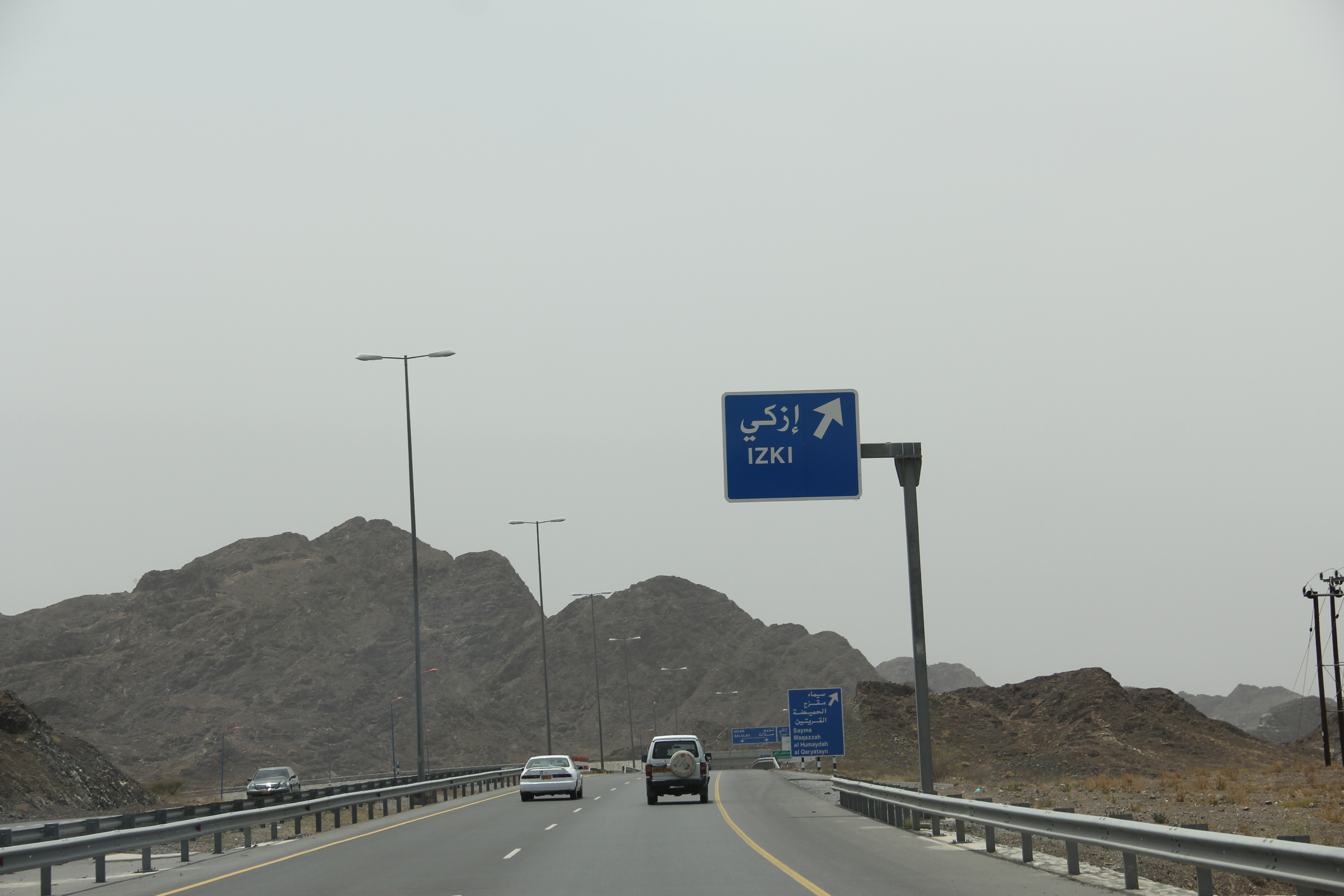
Ausfahrt Izki an der Route 15

Izki wird von einem Wadi in zwei Stadtteile geteilt. Die Stadt ist deshalb auch anfällig für Überflutungen, aber auch schwere Unwetter trafen immer wieder den Ort. Wiederholt starben Einheimische in den Fluten, da sie das Risiko der wasserführenden Wadis unterschätzen. Im Dezember 2017 stürzten, auf Grund großer Regenmassen, die Wände einer Schule ein. Verletzt wurde niemand. Der historische Ortskern Izkis besteht heute nur noch aus den zwei zerfallenden Lehmhaussiedlungen Yaman und Niz'ar.

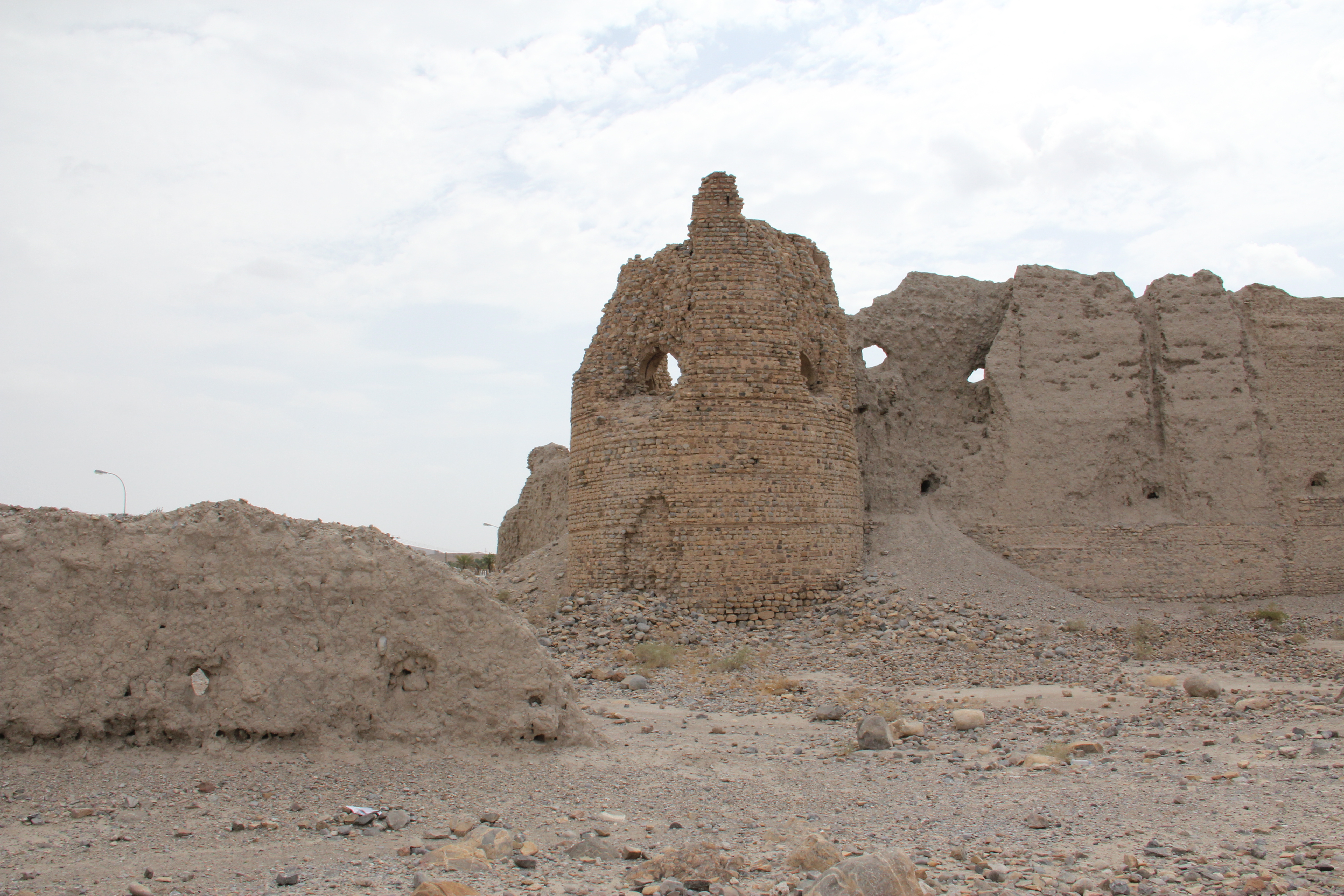
Lehmhaussiedlungen des alten Stadtkerns